# Дорога до Давида Сасунського
«Дорога до Давида Сасунського» («Ճանապարհ դեպի Սասունցի Դավիթ») — радянський художній фільм 1987 року, знятий режисером Григорієм Гярдушяном на кіностудії «Вірменфільм».

## Сюжет
За мотивами новели Вікторії Вартан. Десятирічний Давид має свого кумира — героя стародавнього вірменського епосу Давида Сасунського, на честь якого його було названо. Якось Давид потай від батьків вирушає до Єревану, щоб побачити пам'ятник легендарному герою.

## У ролях
- Карен Хачатрян — Давид Аракелян
- Юрій Варданян — Давид Сасунський
- Генріх Алавердян — Сімон, Мсра-Мелік, Дев
- Галя Новенц — Аревік Аракелян, мати Давида
- Мгер Мкртчян — Вардан
- Римма Папікян — Анаїт
- Мілена Оганян — Гаяне
- Георгій Азнавурян — Армен
- Норайр Геонджян — Сурен
- Армен Єнгібарян — Батон
- Верджалуйс Міріджанян — тітка Гоар, Ісміл-Хатун
- Аліса Капланджян — Арусь
- Олександр Хачатрян — батько Давида
- Вруйр Арутюнян — батько Вардана
- Мкртич Мхітарян — водій
- Р. Гаспарян — гід
- Армен Хостікян — міліціонер
- Джульєтта Бабаян — епізод
- Аревшат Унанян — епізод
- Жирайр Карапетян — міліціонер
- Анаїт Гукасян — епізод
- Н. Погосян — епізод
- А. Акопян — епізод
- Грач'я Костанян — епізод
- Рубен Мкртчян — епізод

## Знімальна група
- Режисер — Григорій Гярдушян
- Сценарист — Армен Ватьян
- Оператор — Шаварш Вартанян
- Композитор — Вагаршак Закарян
- Художник — Гурген Манукян